# Ньюджент, Нил
Нил Элджернон Дэвид Ньюджент (англ. Neil Algernon David Nugent, 6 декабря 1926 — 12 апреля 2018) — британский хоккеист (хоккей на траве), нападающий. Бронзовый призёр летних Олимпийских игр 1952 года.

## Биография
Нил Ньюджент родился 6 декабря 1926 года. 
Жил в Британской Индии. В 1934—1944 годах учился в колледже святого Георгия в Массури.
Служил Королевских военно-воздушных силах Великобритании, был командиром эскадрильи. Параллельно играл в хоккей на траве.
В 1952 году вошёл в состав сборной Великобритании по хоккею на траве на Олимпийских играх в Хельсинки и завоевал бронзовую медаль. Играл на позиции нападающего, провёл 2 матча, забил 1 гол в ворота сборной Бельгии. В матче со сборной Индии получил травму, из-за которой не смог продолжить участие в турнире. Примечательно, что из-за повреждения Ньюджент вынужден был пропустить церемонию награждения и не получил причитавшуюся ему медаль (организаторы изготовили только 11 наград, и двум игрокам их не хватило). Лишь в 2010 году спустя 58 лет на специально организованной Федерацией хоккея Великобритании церемонии он вместе с товарищем по сборной Дереком Деем, который тоже остался без награды, был наконец награждён бронзовой олимпийской медалью.
Умер 12 апреля 2018 года.